# Sinagoga Gates of Heaven di Madison
La sinagoga Gates of Heaven di Madison, così denominata dal nome della congregazione (Shaarei Shamayim) che la costruì nel 1863 e la utilizzò fino al 1879, è uno dei più antichi edifici sinagogali oggi esistenti negli Stati Uniti. Dal 1879 fino al 1916 l'edificio fu usato da varie congregazioni cristiane e quindi dal 1916 fu adattato a uso commerciale. Acquisito nel 1971 dalla città di Madison fu restaurato come sede di eventi, dal 2011 l'edificio è stato parzialmente riaperta al culto.

## Storia e descrizione
La congregazione ebraica Shaarei Shamayim (Gates of Heaven) si era formata nel 1856 a Madison (Wisconsin) da immigranti ebrei dalla Germania. Nel 1863 fu inaugurata la sinagoga, una delle più antiche sinagoghe monumentali degli Stati Uniti. Il progetto fu affidato all'architetto August Kutzbock, anch'egli un immigrato tedesco. L'edificio, che sorgeva in West Washington Avenue fu costruito in stile neoromanico Rundbogenstil.
Difficoltà economiche costrinsero nel 1879 la comunità a rivendere l'edificio che fu dapprima usato dalla Unitarian Society e poi dal 1890 come sede della Women's Christian Temperance Union. Dal 1916 fu adattato a uso commerciale, come cappella funeraria e poi per gli usi più disparati (sala da tè, studio dentistico, ecc.).
Nel 1970 l'edificio fu sul punto di essere demolito, ma al tempo stesso venne il suo inserimento nel National Register of Historic Places. L'anno successivo grazie anche a donazioni private fu acquistato dalla città di Madison, restaurato e trasferito nel James Madison Park, all'angolo tre Gorham Street e Butler Street. Da allora l'edificio è usato per matrimoni, concerti e altri eventi pubblici. Dal 2011 il Madison Minyan, una congregazione ebraica indipendente, ha cominciato ad usare nuovamente la sinagoga anche per il culto.